# 趙叡
趙叡（?—200年），東漢末年人物，袁紹部下。官渡之戰時與淳于瓊護送糧草，被斬殺。《三國演義》中淳于瓊，督領部將眭元進、韓莒子、呂威璜、趙叡等守衛糧倉，趙叡與眭元進運糧途中與曹軍交戰被殺。